# Marius Petipa

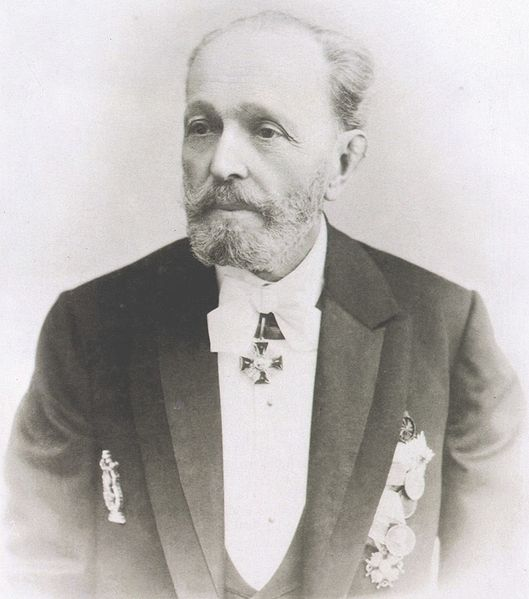
Marius Petipa tussen 1890 en 1895

Marius Ivanovitsj Petipa (Russisch: Мариус Иванович Петипа) geboren als Victor Marius Alphonse Petipa (Marseille, 11 maart 1818 – Goerzoef, 14 juli 1910) was een Frans balletdanser en choreograaf. Hij staat bekend als een van de invloedrijkste personen van het ballet ooit. Een eeuw na zijn dood wordt deze kunstvorm nog steeds gedomineerd door de erfenis die hij naliet. Vele choreografen zijn beïnvloed en geïnspireerd door zijn werk, onder wie George Balanchine.
Petipa wordt evenzeer erkend voor de balletten die hij gecreëerd heeft. Sommige daarvan zijn tot op heden nog bekend bij het publiek, in versies trouw aan het origineel: De dochter van de farao (1862), Don Quichot (1869), La Bayadère (De Tempeldanseres) (1877), Doornroosje (De Schone Slaapster) (1890), De notenkraker (choreografie door Lev Ivanov, met instructie en toestemming van Petipa in 1892), Harlequinade (1900). Petipa blies ook nieuw leven in werken van andere choreografen, waarbij vele van zijn herzieningen uiteindelijk de definitieve versies werden, zoals Le Corsaire (1856, 1863, 1868, 1885 en 1899), Giselle (1850 door Jules Perrot; 1894 versie-Petipa), La Esmeralda (1866, 1872, 1886 en 1898) en Het zwanenmeer (met Lev Ivanov in 1895). Deze worden vandaag beschouwd als mijlpalen van het klassieke balletrepertorium.

## Biografie
Petipa werd geboren als Michel Victor Marius Alphonse Petipa. Zijn moeder Victorine Grasseau was een bekende tragedieactrice en dramadocente. Zijn vader Jean was balletdanser, choreograaf en docent. In de periode dat Marius in Marseille geboren werd, werkte zijn vader er als hoofddanser in de opera om er later gepromoveerd te worden tot hoofdchoreograaf. De jonge Marius reisde heel Europa door, met zijn ouders, daar hun beroep hen van stad naar stad en van land naar land bracht. Toen Marius zes jaar oud was leefden zijn ouders in Brussel. Zijn vader was er balletmeester en hoofddanser in de Koninklijke Muntschouwburg. Later zou Jean Petipa een van de medeoprichters worden van het Conservatorium voor dans in Brussel. Marius volgde zijn opleiding in het College van Brussel, terzelfder tijd volgde hij aan het Brussels conservatorium muziek en leerde er vioolspelen.
Net zoals Jean Petipa's oudste zoon Lucien ballet leerde op de leeftijd van zeven jaar, zo leerde ook Marius ballet op die leeftijd. Deze kunstvorm interesseerde hem allerminst in het begin. Marius' oudere broer Lucien zou een van de beroemdste balletdansers van zijn tijd worden, hij creëerde de rol van Albrecht in van de vele opvoeringen van Giselle.
De tijd verstreek en Marius begon van het ballet te houden, dat zo vervlochten was met de identiteit van zijn familie. Hij debuteerde in 1827 op negenjarige leeftijd in een productie van zijn vader, La Dansomani naar het werk van Pierre Gardel, hij vertolkte de rol van de juveniele Savoyard. De Belgische Revolutie in 1830 zorgde ervoor dat Jean Petipa zonder werk kwam te zitten, waardoor de familie voor enkele jaren in armoede leefde.
De Petipa's verhuisden in 1834 naar Bordeaux in Frankrijk, waar Marius' vader werk gevonden had in het Grand Théâtre de Bordeaux als balletmeester. Hier vervolledigde Marius zijn academische opleiding en zijn balletstudie, onder leiding van Auguste Vestris. In 1838, op twintigjarige leeftijd, werd hij aangenomen als eerste danser bij het Ballet van Nantes. Het was in Nantes dat de jonge Marius zijn geluk beproefde in de choreografie, met het uitproberen van een serie balletopvoeringen in één bedrijf.
In 1839 vergezelde Marius zijn vader naar de Verenigde Staten op tournee samen met een groep dansers. De tournee draaide uit op een complete ramp; de manager van de tournee was met al het entreegeld verdwenen. Tot het fiasco droeg ook bij dat vele Amerikanen nog nooit van ballet gehoord hadden, zodat het op een boegeroep werd onthaald. Bij de terugkeer in Frankrijk besloot Marius in Parijs te blijven. In 1840 maakte hij zijn debuut als danser bij de Comédie-Française; tijdens dat optreden was hij de danspartner van de legendarische ballerina Carlotta Grisi in een benefiet gehouden voor de actrice Rachel. Hij trad ook op in het Théâtre Imperial de L'Opera, waar zijn broer Lucien eerste danser was.

### Bordeaux
In 1841 werd Marius eerste danser bij het ballet van het Grand Théâtre de Bordeaux. Ondertussen studeerde hij verder ballet bij Auguste Vestris; hij vertolkte de hoofdrol in balletproducties als La Fille Mal Gardée, La Péri en Giselle. Hij had succes als (dans) partner van de beroemde ballerina Carlotta Grisi in La Péri. Over deze vertolking zou nog jaren gesproken worden, in het bijzonder het acrobatische vangtalent van de ballerina, dat het publiek met verstomming sloeg, zodanig dat het een uitspraak van Théophile Gautier ontlokte: Petipa's voetwerk zal zo bekend worden als de Niagarawatervallen. In Bordeaux begon Marius ook zijn eigen producties uit te breiden, en deze werden met een enorm respect onthaald: La Jolie Bordelaise (De Schoonheid van Bordeaux), La Vendange (De Grafrover), 

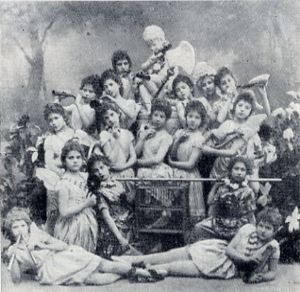
Studenten aan de Keizerlijke Balletschool in de Petipa-productie A Fairy Tale, Sint-Petersburg 1891. Op de foto ziet men een jonge Anna Pavlova geknield met een vogelkooi.

### Spanje
In 1843 kreeg Petipa de hoofdrol in het Teatro Real van Madrid, waar hij gedurende drie jaar een accurate kennis zou opdoen in traditionele Spaanse dans. Hij produceerde er nieuwe werken met typisch Spaanse thema's: Carmen et Son Toréro (Carmen en haar Torero Toreador), La Perle de Sevilla (de Parel van Sevilla), L'Avonture d'une Fille de Madrid (Avonturen van een Meisje uit Madrid), La Fleur de Granada (De Bloem uit Granada). In 1846 begon hij een liefdesrelatie met de vrouw van markies de Chateaubriand, een prominent lid van de Franse ambassade. Die daagde Marius uit tot een duel; hij ontvluchtte Spanje en zou nooit meer wederkeren. Hij ging weer naar Parijs en werkte er in de Opéra de Paris, waar hij de danspartner was van Thérése Elssler, een zuster van Fanny Elssler.

## Rusland

### Vroege carrière
Petipa aanvaardde de aanstelling van eerste danser in het Keizerlijk Ballet in Sint-Petersburg, een post die vrij kwam na het vertrek van de Franse danser Emile Gredlu. Op 24 mei 1847 arriveerde de negenentwintigjarige Petipa in Sint-Petersburg.
Waarschijnlijk veranderde hij zijn naam Victor Marius Alphonse in Marius Ivanovitsj toen hij zich bekeerde tot de orthodoxie.
Op 26 september 1847 maakte Petipa zijn debuut in de balletproductie van Paquita in de rol van Lucien d'Hervilli naar instructie van choreograaf, Joseph Mazilier, aan de zijde van balletdanser Pierre-Frédéric Malevergne. 
Op 10 februari 1848 presenteerde hij samen met zijn vader, die hem kort na zijn aankomst in Rusland was achterna gereisd, de balletproductie Les Diable Amoureux onder de titel Santanella. Marius vertolkte de hoofdrol van Fabio in het stuk van Mazilier. Het is significant om te vermelden dat Marius' vader docent werd aan de laatstejaars van de Keizerlijke Balletschool. Deze is nu bekend onder de naam Russische Balletacademie Vaganova, hij bleef er lesgeven tot aan zijn dood in 1855 op negenenvijftigjarige leeftijd.
Tegen de tijd dat Petipa in Sint-Petersburg aankwam, was de kwaliteit van de producties in het Keizerlijk Ballet sterk verminderd door het vertrek van gastballerina Marie Taglioni. Door de productie van Paquita en Santenella oogstte het Imperial opnieuw positieve commentaren.
In december 1849 presenteerde Petipa een eigen volledige balletproductie met Leda, het Zwitserse Melkmeisje. De productie zou de eerste en laatste originele productie van Marius worden in het Imperial gedurende zes jaar, door dat zijn verplichtingen als danser eerste prioriteit zou krijgen, in plaats van dat van een spelende choreograaf.
In de winter van 1849 kwam de bekende Franse balletmeester Jules Perrot aan in Sint-Petersburg, nadat hij de plaats van balletmeester had aanvaard. In zijn kielzog sleepte hij de Italiaan Cesare Pugni mee, die hoofdcomponist van het Keizerlijk Ballet werd. Een meerderheid van de werken die Perrot op het toneel zal brengen in Sint-Petersburg zijn hernieuwde versies van balletuitvoeringen die hij geproduceerd heeft met componist Pugni in Londen. Petipa speelde de mannelijke hoofdrol in elke balletuitvoering van Perrot (de rollen waar Perrot zelf niet de hoofdrol in vertolkte); hij assisteerde Perrot ook in de uitvoering en opmaak van het stuk. Zo leerde hij veel over choreografie.

### Marius en gezin
In 1850 werd er een eerste zoon geboren in het gezin Petipa, genaamd Marius Mariusovitsj Petipa (1850-1919).  Diens moeder Marié Thérése Bourdin, met wie Marius sr. een kort avontuur beleefde, overleed amper vijf jaar later. In 1854 huwde Marius met de ballerina Mariia Surovsjtsjikova-Petipa en samen kregen ze drie kinderen:
- Marie Mariusova Petipa (1857-1930), die een gevierd danseres werd en de rol vertolkte van Lilac in Doornroosje in 1890.
- Jean Mariusovitsj Petipa (1859-1971)

### Tweede ballet na zes jaar
Op 9 januari 1855 stelde Petipa zijn tweede originele ballet voor na een periode van zes jaar. Het stuk heette The Star of Granada, waarvoor hij voor de eerste maal samenwerkte met de componist Pugni. Het stuk werd niet opgevoerd op het middenpodium van het Bolsjojtheater (het theaterhuis waar het keizerlijk Ballet en Opera ondergebracht waren tot 1886), maar het werd opgevoerd in het Michailovskitheater in Sint-Petersburg. Het zal ruim twee jaar duren voor Marius zijn volgende werk zal presenteren, ontstaan speciaal in opdracht voor een gala in het Peterhof. Op 8 oktober 1857 presenteerde hij zijn nieuw werk De Roos, de Viool en de Vlinder. Het blijkt een heel erg succesvol stuk te zijn, doch de productie werd toegeschreven aan Perrot.

### Marius en echtgenote op de planken
Op 23 april 1859 werkte Petipa aan een werk dat de Parijse Markt (le Marché de Paris) zou gaan heten, op muziek van Pugni, waarin zijn vrouw de hoofdrol van Lizetta vertolkte. Dit ballet was zo'n groot succes dat Petipa en zijn vrouw twee jaar later uitgenodigd werden om in Parijs in het Académie royale de musique het stuk onder de titel Le Marché des Innocents ook op te voeren.

### Danser op pensioen
In 1860 keerde Perrot terug naar zijn geboorteland Frankrijk. Petipa hoopte nu balletmeester te worden, en choreografie was een logisch alternatief voor het dansen voor de nu eenenveertigjarige Marius, die op het punt stond te stoppen met dansen. Hij was zeker een beloftevolle choreograaf achter de gordijnen en een goede ontwerper van nieuwe balletten. Maar de directeur van de keizerlijke theaters Andrej Saboerov gaf de baan aan de Franse choreograaf Arthur Saint-Léon. Al gauw ontstond er een productieve competitie tussen Marius en Arthur, waardoor het Keizerlijk Ballet nieuwe hoogtes bereikte. Marius' tien jaar lange ervaring als assistent van Perrot heeft hem veel bijgebracht. En hoewel hij maar twee eigen balletten choreografeerde zorgde het succes van de Parijse Markt en zijn vele dansen in verschillende opera's ervoor dat hij zijn talenten kon perfectioneren. In 1862 zette hij een ballet in elkaar, waardoor hij altijd zal herinnerd worden.

## De dochter van de farao

### Geschiedenis
De Italiaanse Carolina Rosati was gastballerina bij het Keizerlijk Ballet en haar contract liep op zijn einde. Haar contract voorzag een laatste benefietoptreden in een gloednieuwe productie, en einde 1861 vroeg ze met de voorbereidingen te beginnen. Saboerov legde meteen alle repetities en andere projecten stil, en vroeg aan Marius of hij een ballet kon ontwerpen in zes weken. Zelfverzekerd antwoordde Marius: Ja, ik zal het proberen, en wellicht ook slagen.
Terwijl hij in Parijs bezig was met zijn Parijse Markt kreeg hij het uitgewerkte scenario van de dramaturg Jules-Henri Vernoy de Saint-Georges voor een ballet getiteld De dochter van de farao. Petipa meende dat dit verhaal geplaatst in het Oude Egypte perfect zou zijn voor de productie met Rosati. In die tijd was Europa gefascineerd door de oude  farao's.
Petipa begon onmiddellijk aan het stuk te werken, en Pugni, die de melodie schreef, is getuige van de verbluffende snelheid die Petipa aan de dag legde. Op 18 januari 1862 ging de De dochter van de farao in première. Het stuk behaalde een ongekend succes, een stuk zo exotisch had men lang niet meer gezien in het Keizerlijk Theater. Het werk groeide uit tot het populairste ballet in het gehele repertoire; tegen februari 1903 was het liefst 203 keer opgevoerd. Het succes van Petipa bracht hem de promotie tot balletmeester. Het enige obstakel bleek het contract te zijn dat bepaalde dat Saint-Léon de enige balletmeester was.

### Concurrentie op zijn Dochter van de farao
Saint-Léon beantwoordde het succes van De dochter van de farao met een balletadaptatie van Pjotr Jersjov, The Little Humbacked Horse. Het werk leek een evenredig succes te behalen als De dochter van de farao, met zijn reeks van fantasie – de set speelt zich af op een onderwatereiland – en bevat goed georkestreerde volksdansen. Hoewel Saint-Léon bij titel Marius' meerdere is, bleken beide mannen aan elkaar gewaagd en ze beconcurreerden elkaar met prachtige producties gedurende de jaren zestig. Beiden hadden niet enkel hun eigen publiek maar ook hun eigen ballerina's. De hoofdrol reserveerde Marius meestal voor zijn vrouw, terwijl Saint-Léon meestal Marfa Muravieva vroeg.  Beiden werkten wel regelmatig samen met Pugni als componist. Petipa's laatste ballet in de jaren 1860 zal blijken een van zijn succesvolste te zijn, en eentje met een blijvende bekendheid worden.

## Petipa's Don Quichot
Don Ouichot werd gemaakt om op te voeren in het Bolsjojtheater te Moskou. Het werd het eerste ballet waarin Petipa zou samenwerken met de Tsjechische componist Léon Minkus.

### Balletmeester van het Keizerlijk Ballet
In 1868 presenteerde Marius het exotische balletstuk Le Roi Candaule, zoals gebruikelijk op de meeslepende muziek van Pugni.  Het werd een groot succes en zou oude records breken. In 1869 verliep ook het contract van Saint-Léon. Het floppen van zijn twee recentste balletten (Les Poisson Doré de Goudvis van 1866, een balletadaptatie van Aleksandr Poesjkin gedicht uit 1885 het Verhaal van de Visser en de Vis, en zijn uit 1869 Le Lys (de Lelie), waren de rechtstreekse oorzaak dat de Keizerlijke Opera zijn contract niet meer vernieuwde. Saint-Léon stierf aan een hartaanval in het café tegenover het operahuis op (2 september 1870); niet lang voordien was ook Pugni, Petipa's hoofdcomponist, op 26 januari van datzelfde jaar, overleden.
Petipa werd balletmeester in 1869 en koos Léon Minkus als zijn hoofdcomponist. Voor de verdere 19e eeuw zal hij het ballet van Sint-Petersburg verder transformeren, door zijn Grand Ballet Spectacles, en terloops het opnieuw definiëren van het pure danselement. Zijn op een meesterlijke manier gecomponeerde ensembles, Grand pas variaties, en incidentele dansen, vereisten perfecte technieken van zijn dansers. De Keizerlijke Balletschool staat bekend als een van de meest toonaangevende in Europa; een kwalitatieve heropleving van de leermethode maakte haar intrede, waardoor de manier van lesgeven beter werd, met als resultaat dat er verschillende stijlen balletonderwijs begonnen te ontstaan in het trainen van de jongste studenten. Het zou echter nog ruim een eeuw duren voor deze nieuwe vorm van lesgeven gecultiveerd zou worden, geperfectioneerd, en een naam zou krijgen de Vaganovamethode.
In 1875 gingen Marius Petipa en Marija Surovstsjikova uit elkaar; wat later in 1882 zal zij sterven aan de pokken in Pjatigorsk. In 1876 huwde Marius Petipa met de ballerina Ljubov Savitskaja, die voor het huwelijk bevallen was van hun eerste dochter. Uit dit huwelijk zullen zes kinderen komen:
- Nadezjada Mariusovna Petipa (1874-1945)
- Jevgenija Mariusovna Petipa (1877-1892)
- Victor Mariusovitsj Petipa (1879-1933)
- Ljubov Mariusovna Petipa (1880-1917)
- Marius Mariusovitsj Petipa II(1884-1922)
- Vera Mariusovna Petipa (1885-1961)

Met zoveel kinderen staat Marius aan het hoofd van een groot gezin tegen de tijd dat hij 70 jaar oud was met vele kleinkinderen, schoonfamilie, en achterkleinkinderen.
Hoewel Petipa goed zijn kost verdiende, was hij niet rijk, en leefde hij sober. Hoewel hij de knip op de geldbeugel hield, kan men niet zeggen dat hij een waarlijk vrek was, hij stond zich wel een extraatje toe als het op het verwennen van zijn kinderen en kleinkinderen ging.
1877 is het jaar voor Marius waarin hij opnieuw een meesterwerk presenteerde, La Bayadère, dat zich afspeelt in een exotisch India. Het zal een werk worden dat de tand des tijd overleeft en goed blijkt mee te gaan in de moderne tijd. Het stuk ging in première op 23 januari 1877. Het stuk bevat Petipa's meesterlijk gechoreografeerd Grand Pas Classique, hetgeen later het romantisch ballet zal heten en wat we nu kennen als klassiek ballet.

## Oude werken vanuit het stof
In de vroege 1880 jaren gebruikte Petipa steeds vaker oudere balletten die hij vernieuwde of aanpaste. Onder de werken is Maziliers Paquita in 1881 en nog een werk van Mazilier Le Corsaire in 1856, 1863 en 1868. Andere werken die hij nieuw leven inblies waren Giselle, het laatste werk van Saint-Léons, Coppélia, alsook de versie van Paul Taglioni van La Fille Mal Grandée uit 1864 met tweede balletmeester Lev Ivanov in 1885 voor de bezoekende Italiaanse ballerina Virginia Zucchi en het Esmeralda van Perrot in 1886 opnieuw voor de Italiaanse ballerina Zucchi.

### De nieuwe directeur van het Keizerlijk Theater
In 1881 benoemde de nieuwe tsaar Alexander III,  Ivan Vsevolozjski tot nieuwe directeur van het Keizerlijk Theater in Sint-Petersburg. Een zeer gecultiveerde en zachtaardige aristocraat. De relatie tussen Vsevolozjski en Petipa zal uitgroeien tot een hechte vriendschap. In 1886 kwamen architecten tot het besluit dat het Boljojtheater onveilig is, en verhuisde Vsevolozhsky ballet en opera naar het Mariinskitheater, tegen de zin van het orkest en de zangers, die vonden dat de akoestiek van het Mariinskitheater veel zwakker is. Beide bedrijven zijn tot heden nog steeds ondergebracht in het Mariinskitheater.

## De gouden tijd voor Marius Petipa van het Keizerlijk Ballet
De balletten van Marius Petipa zijn kenmerkend groots en duur aan materiaal en personeel; het zijn ware spektakels, die enkel opgevoerd konden worden in de Russische ballethuizen, die op dat moment de rijkste en toonaangevendste waren in heel Europa. Uit de schatkist van de tsaar spendeerde men meer dan 10.000.000 roebel aan het ballet, de opera en de balletschool. Met deze immense subsidie kon Petipa elk seizoen een nieuw ballet in elkaar steken, herwaarderingen van oude producties doen, dans in de Opera, gala's en feestelijkheden, huwelijken en verjaardagen aan het hof van de tsaar, en balletopvoeringen voor het koninklijke bezoek bij de tsaar.
De producties werden gepresenteerd aan een publiek, dat onmiddellijk de hand van Marius erkende en op slag veroverd werden door de kunstvorm. Ze hadden de hoogste verwachtingen en de lat werd heel hoog gelegd, omdat journalisten van verscheidene kranten elk detail minutieus neerpende.
Om balletten voor dit veeleisende publiek te maken moest Petipa constant het hoogste niveau van perfectie behouden. En in 1890 begon voor de Imperial een gouden tijdperk, met misschien het grootste meesterwerk van klassiek ballet. In 1889 werd Pjotr Iljitsj Tsjaikovski aangetrokken om de muziek te componeren voor Doornroosje. Het stuk ging in première op 3 januari 1890 en was een ongekend succes. Het wordt vandaag beschouwd als een essentieel stuk in het klassieke ballet, alsook het meesterwerk van Petipa op het vlak van choreografie. Het stuk is meer dan honderd keer vertoond in dertien jaar, en is in het repertoire van het Keizerlijk Ballet enkel geëvenaard door De dochter van de farao.
In zijn essentie is wat men nu als klassiek ballet ziet, en klassieke technieken, ontstaan in de periode 1890-1900 te Sint-Petersburg, waar virtuoze ballerina's eindelijk gelijke trend hielden met de techniek van de mannelijke dansers, en enkele rijkelijke producties met meesterlijke choreografie die Petipa creëerde voor zijn nieuwe producties en voor bestaande balletten, zoals Perrots Ondine, en Filippo Taglioni's La Sylphide.

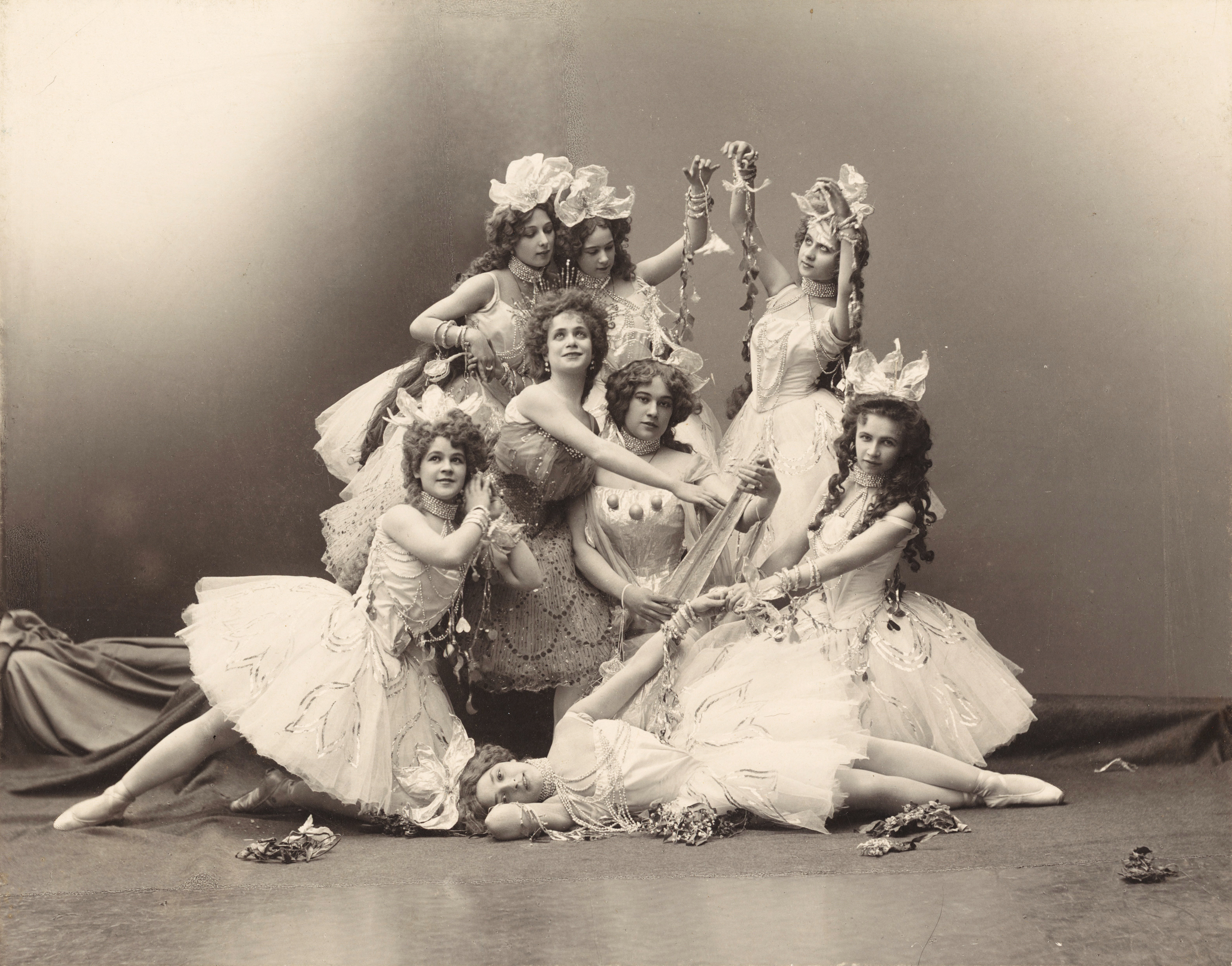
Ballet van Arthur Saint-Léon dat Petipa bewerkte en opnieuw opvoerde met muziek van Cesare Pugni, scène 'L'Océan et les Perles' uit het stuk The little humbacked horse, Sint-Petersburg 1895

Vsevolosjski gaf een tweede opdracht voor Tsjaikovski's De notenkraker. Het stuk leek al vanaf het begin gedoemd te zijn – het libretto gecreëerd door Petipa van E.T.A. Hoffmanns klassieke verhaal was compleet afgeroomd van de dramatische actie en mime sequenties, voor het balletpubliek, zo aangepast dat de hoofdballerina werd afgeleid tot een simpele Grand Pas de Deux in het tweede bedrijf. Petipa paste al snel voor de eer om het stuk te overlopen met zijn tweede balletmeester Lev Ivanov.
Men denkt dat dit komt doordat Marius Petipa zich onwel voelde, maar dit weerhield hem er niet van om andere balletstukken te repeteren, gedurende die periode. Zoals zijn lange ervaring in het ballet hem deed inzien dat het stuk niet goed zou ontvangen worden. De notenkraker ging in première op 6 december 1892, op een dubbele affiche samen met Tsjaikovski's opera Lolanta. Het stuk werd inderdaad onthaald op een manier die niets aan het toeval overlaat, en het zeer onwaarschijnlijk was toen om te denken dat De notenkraker nu tot zo een succes is uitgegroeid. Petipa's ziekte weerhield hem ervan om te werken gedurende bijna geheel 1893, maar hij vond nog steeds de kracht om het geheel te delegeren en op te volgen van het nieuwe balletstuk dat wellicht tot een grote doorbraak zal leiden voor de ballerina Marie Taglioni.
Een balletadaptatie van Charles Perraults Assepoester (Cinderella) werd gekozen voor de nieuwe productie van het balletseizoen 1893-1894, op muziek van Baron Boris Fitinhof-Schell.
Doordat Marius Petipa ziek was viel de choreografie van het stuk in handen van de tweede balletmeester Lev Ivanov en Enrico Cecchetti. Met in de hoofdrol de nieuwe gastballerina Pierina Legnani. Op de avond van de première van 3 december 1893 zorgden haar fenomenale techniek en haar gracieuze uitvoering ervoor dat iedereen in vervoering geraakte. In het laatste bedrijf verbaasde ze het publiek met 32 fouettés en tournant, nog nooit uitgevoerd door enige andere ballerina. Het publiek eiste een bisnummer! En Legnani deed niet minder dan achtentwintig op elkaar volgende fouettés. Volgens de pers bewoog ze geen millimeter van haar plaats. Haar succes in Cinderella was zo groot dat ze de bijnaam kreeg van prima ballerina assoluta. En hoewel haar eerste contract maar voor twee jaar was, werd ze uitgenodigd om bij het Keizerlijk Ballet te blijven voor nog eens acht jaar.
In 1894 werd Matilda Ksjesinskaja prima ballerina genoemd van het Keizerlijk Theater, tweede in rang van Legnani, en hoewel ze uiteindelijk de titel prima ballerina assoluta kreeg, was het Pierina Legnani die de lieveling en muze van Marius Petipa was, en bijna alle hoofdrollen van de balletten die hij bij het Keizerlijk Theater nog maakte, gingen integraal naar Pierina Legnani. Daaronder het stuk Raymonda uit 1898 en Les Ruses d'Amour uit 1900. De hoofdrol van zijn opgepoetste oude balletproducties was meestal voor rekening van Matilda Ksjesinskaja; zij danste onder andere de hernieuwde versie van De dochter van de farao en Esmeralda.
In de jaren 1893-1894 keerde Petipa terug naar de choreografie met zijn eerste compleet nieuwe productie sinds Doornroosje. Het stuk The awakening of Flora werd speciaal geschreven voor het huwelijk van groothertogin Xenia met groothertog Alexander Michajlovitsj te Peterhof. Het korte werk werd onthaald als een meesterstuk.

## Eerbetoon aan een meester
In 1893 stierf Tsjaikovski en men wilde hem een eerbetoon leveren met een opvoering van Het zwanenmeer. Het werk werd voor het eerst geproduceerd in Moskou, maar het bleek toen niet succesvol te zijn. De beslissing werd genomen dat het werk vernieuwd zou worden voor het komende balletseizoen van 1894-1895. Lev Ivanov zou de scène met de zwanen voor zijn rekening nemen (bedrijf 1, scène 2, en bedrijf 2 en 4); Marius zou al het andere werk onder zijn hoede nemen. (bedrijf 1, scène 1 en 2) Riccardo Drigo zal de revisie doen van het stuk van 1877, naar aanleiding van Petipa's instructies hieromtrent. En Tsjaikovski's broer Modest zou de balletscènes onderhanden nemen. Het vernieuwde stuk ging in première op 15 januari 1895, met Legnani in de dubbele rol van Odette/Odile, het was een groot succes. In de versie van Petipa en Ivanov zal Het Zwanenmeer een van de grootste balletten worden in het klassieke balletrepertoire.

## Einde van de 19e eeuw
In zijn dagboeken noteerde Petipa dat hem niet veel tijd meer restte. Hij zal aan het einde van de 19e eeuw zijn tijd en energie steken in het vernieuwen van oude balletproducties, in een poging zo zijn choreografisch werk te doen overleven. De werken die hij vernieuwde zijn onder meer zijn eigen De dochter van de farao met Ksjessinskaja in de hoofdrol. Op 4 mei 1896 werden tsaar Nicolaas II en tsarina Alexandra Fjodorovna in het Kremlin van Moskou gekroond; bij de feestelijkheden drie dagen later in het Bolsjojtheater presenteerde Petipa een nieuw ballet in één bedrijf, op de muziek van Riccardo Drigo; het stuk heette Le Perle (de Parel), en bleek een succes te zijn.
Op 7 januari 1898 presenteerde de nu tachtig jaar oude Petipa een nieuw meesterwerk, Raymonda, een verhaal dat zich afspeelt in het middeleeuwse Hongarije, op muziek van Aleksandr Glazoenov. De première was een succes. Petipa presenteerde op 10 februari 1900 zijn laatste ballet in het Hermitagetheater, onder de naam Harlekinade. De muziek was van Drigo, en het muziekstuk zal later zeer bekend zijn in verschillende in het repertoire van de viool muziek (Notturno d'amour-Serenade, en Valse Bluette). Het zou de laatste flits zijn die men kon waarnemen van Petipa's geniale choreografie.

## Laatste jaren bij het Keizerlijk Ballet
In tegenstelling tot zijn grote successen waren de laatste jaren van Marius Petipa allesbehalve gemakkelijk; hij leed iedere dag pijn door een huidaandoening (eczeem). Nieuwe balletvormen dienden zich aan en de kunst die Petipa aanhing, strikt conventioneel klassiek ballet, verloor aan populariteit. De nieuwe directeur van het Keizerlijk Ballet Vladmir Teljakovski, die aangesteld was in 1901, betekende het einde van Marius Petipa. Hij vond Petipa's ballet afschuwelijk; hij was van mening dat het nieuwe ballet stagneerde door toedoen van Petipa, en wilde andere en jongere balletmeesters een kans geven.
Maar de nu drieëntachtigjarige Petipa toonde geen enkele bereidwilligheid om op te stappen, en plaats te maken voor jong talent.

## Jong versus oud
In 1903 kwam er een poging om de oude meester van het ballet Petipa te onttronen door het inhuren van Alexander Gorski, een premier danseur, om een ballet van Petipa (nl. Don Quichot) op te voeren in een eigen versie. Gorski had al een contract als balletmeester bij het Bolsjojtheater en in 1900 stak hij al een compleet aangepaste versie van Don Quichot in elkaar; een versie die radicaal het tegenovergestelde was van het origineel van Marius Petipa, hoewel het gebaseerd was op het origineel, voornamelijk wat betreft de dansnummers. Toen Petipa erachter kwam dat men zijn versie door een nieuwe had vervangen zonder hem zelfs maar te consulteren, ontstak hij in woede. Terwijl hij een repetitie bijwoonde, moet Marius hebben geroepen "Wil er eens iemand tegen die jonge heer (Gorski) zeggen, dat ik nog niet dood ben!"
Om olie op het vuur te gooien, had het Keizerlijk Ballet de jonge regisseur Nicolaas Grigorjevitsj Sergejev ingehuurd. Sergejev was doorheen Rusland aan het reizen, terwijl hij verschillende werken van Petipa opvoerde en er heel rijkelijk voor werd betaald, zonder dat de schepper van die werken – Petipa dus – er een cent van zag (auteursrechten). Petipa ondernam een armzalige poging om innovatief te zijn met zijn productie van een eenakterballet, Het hart van de Markies (1902). Het stuk bevatte de gewoonlijk te verwachten elementen van Marius Petipa en was niet het vernieuwde dat Marius ervan verwachtte. Het publiek applaudisseerde beleefd voor Marius' pogingen, maar in de pers en bij andere leden van het Keizerlijk Ballet werd het stuk tot op de splinter afgebroken en bespot.

### Einde 1902
Einde 1902 begon Marius Petipa aan een herbewerking van het verhaal van Sneeuwwitje en de zeven dwergen. Het stuk zou de magische spiegel heten, de muziek voor het stuk werd verzorgd door de ietwat excentrieke muzikant Arsenji Korestsjenko. Het stuk gaat op 9 februari 1903 in première, in het Mariinskytheater, voor een select publiek bestaande uit iedereen die belangrijk is in de Imperialfamilie en vele notabelen van Sint-Petersburg. Petipa heeft het volste vertrouwen in deze productie, maar werd mogelijk opzettelijk gesaboteerd door de nieuwe directeur Teljakovski. De productie werd vanaf de start tegengewerkt door de directeur door middel van de meest bizarre kostuums en een heel bizar decor, dat hij Petipa verplichtte te gebruiken. Toen het doek dan opging en het publiek dit bizarre decor en kostuums zag, brak de zaal uit in hoongelach, gefluit en geroep.  Aan de inspanningen van de dansers en Petipa's choreografie kan niets verweten worden, deze was zoals gewoonlijk van hoge kwaliteit.
Maar het stuk ging gewoon verloren door de twisten en debacles van een arme productie. Petipa heeft voordien ook wel balletten gecreëerd die mislukten, maar op de leeftijd van vierentachtig en een serieuze gespannen relatie met de directeur bleek de onderneming wel een heel dure mislukking te zijn.
Niet lang daarna begon er de veronderstelling rond te gaan dat Marius Petipa vervangen zou worden; directeur Teljakovski maakte dit zelfs bekend door een artikel in de Stock Trade Bulletin, een gerenommeerde krant in Sint-Petersburg.  Het artikel luidt: Het Balletgenootschap zal moeten wennen aan een nieuwe balletmeester, Alexander Gorski. Hij zal zijn eigen versie van Het Zwanenmeer en Het kleine paard opvoeren. Hij heeft deze twee balletten voorheen al opgevoerd in het Bolsjojtheater, geheel anders, op een meer originele en moderne manier. Gorski zal uiteindelijk nooit het niveau van Marius Petipa als balletmeester evenaren.

## Lastercampagnes, intriges, op punt gezet door directeur Teljakovski, de Nemesis. Van Marius Petipa
Teljakovski weet dat hij Marius Petipa niet op een legale manier aan de deur kan zetten, omdat Marius een bindend contract heeft als balletmeester. Dus begon hij een campagne om Petipa weg te pesten. 
In 1902 stichtte hij een nieuw comité, met invloedrijke leden van het Keizerlijk Ballet, met de bedoeling om Petipa's de keuze van casting, repertoire en dansers af te nemen. Doch tot verbijstering van Teljakovski, benoemden de leden van het comité Petipa tot een van de zetelende leden. Al gauw begon Teljakovski opzettelijk geen uitnodigingen te sturen naar Petipa voor repetities, nog weigerde hij hem de lijsten van de castings voor verschillende balletten bekend te maken, hij weigerde zelfs Marius Petipa in te lichten over de repetities.
Op de leeftijd van vierentachtig bleek Petipa niet meer over de nodige energie te beschikken om terug te vechten. Petipa werd uitgenodigd om zijn Dochter van de farao op te voeren op 4 maart 1904 in de Opera van Parijs door familieleden van Jules-Henri Vernoy de Saint-Georges (die het libretto schreef voor dat ballet) maar zijn gezondheid weerhield hem ervan om op de uitnodiging in te gaan.
Ondanks de situatie met Teljakovski en de slechte gezondheid, slaagt Petipa er nog steeds in om te werken. Hij werd constant opgezocht door de ballerina's van het Keizerlijk Ballet voor ondersteuning en raad, voor nieuwe variaties, zoals Anna Pavlova, een van Marius Petipa's favoriete ballerina's. Ze vroeg hem om de dansscènes van Giselle te herbewerken, speciaal voor haar. Petipa deed dat en choreografeerde ook nieuwe dansen voor haar debuut in 1904 in Paquita. Inclusief een variatie van Drigo's muziek waarop vandaag de dag nog steeds wordt gedanst. De oude Petipa besteedde in zijn laatste jaren bijna elke minuut die hij kon met het Keizerlijk Ballet aan het herbewerken van dansen, voor verschillende balletten, en componeerde meesterlijke variaties en ensemblenummers. Dergelijk werk verleidde hem ertoe om in zijn dagboek te schrijven: Ik ben wonderbaarlijk.

## Laatste ballet

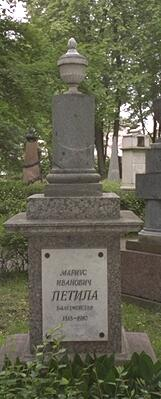
Marius Petipa overleed op 92-jarige leeftijd. Hij ligt begraven op de Tichvinbegraafplaats in Sint-Petersburg.

Na de speciale herbewerking voor Anna Pavlova, begon Marius Petipa te werken aan wat zijn laatste ballet zal worden: Het Rozenknopje en de Vlinder op muziek van Riccardo Drigo, volgens de dansers een meesterwerk. Het werk zou volgens planning op 23 januari 1904 gepresenteerd worden in het Peterhof, maar Teljakovski schorste de opvoering abrupt, slechts twee weken voor de première, zonder enige verklaring te geven. Voor Marius Petipa was dit de druppel die de emmer deed overlopen. Na dit 'incident' werd hij (Petipa) nog zelden opgemerkt in het Keizerlijk Theater, noch op de Keizerlijke Balletschool waar de repetities gehouden werden. De minister van het Imperial, de aristocraat, baron Fredricks gaf Marius Petipa de titel 'balletmeester voor het Leven', en Marius Petipa werd een jaarlijks pensioen uitgekeerd van 9000 roebel.
In zijn dagboek schreef Marius Petipa zijn allerlaatste compositie, gedateerd op 17 januari 1905. Dit was een variatie voor de ballerina Olga Preobrajenskaja van zijn herbewerking van Paul Taglioni's De reizende danser uit 1849 op de muziek van Pugni. Hij bleef in Sint-Petersburg tot 1907 om ten slotte met zijn familie te verhuizen naar het kuuroord Goerzoef in de Krim. Zijn resterende jaren bracht hij door als een oude en verbitterde man, die bang was voor zijn nakende dood. Maar boven alles dacht hij terug aan zijn spektakels in zijn geliefde Keizerlijk Ballet. In 1907 schreef hij in zijn dagboek: Ik kan stellen dat ik een balletmaatschappij heb gemaakt, vanwaar iedereen zegt: Sint-Petersburg heeft het grootste ballet in heel Europa.
- Biblioteca Nacional de España: XX1156363
- Bibliothèque nationale de France: cb12176891v (data)
- CiNii: DA0519382X
- Gemeinsame Normdatei: 11859320X
- International Standard Name Identifier: 0000 0001 0865 9203
- Library of Congress Control Number: n85105941
- Nationale Bibliotheek van Letland: 000148923
- Bibliotheek van het Japanse parlement: 00472982
- Nationale Bibliotheek van Tsjechië: jn20021112003
- Nationale bibliotheek van Australië: 35940901
- Nationale Bibliotheek van Israël: 987007306612505171
- Nationale Bibliotheek van Polen: a0000002054700
- Nederlandse Thesaurus van Auteursnamen: 067470394
- Istituto Centrale per il Catalogo Unico: MODV130775
- SNAC: w6h996qw
- Système universitaire de documentation: 03042299X
- Trove: 1156035
- Virtual International Authority File: 5723350